# Jamkówka biaława

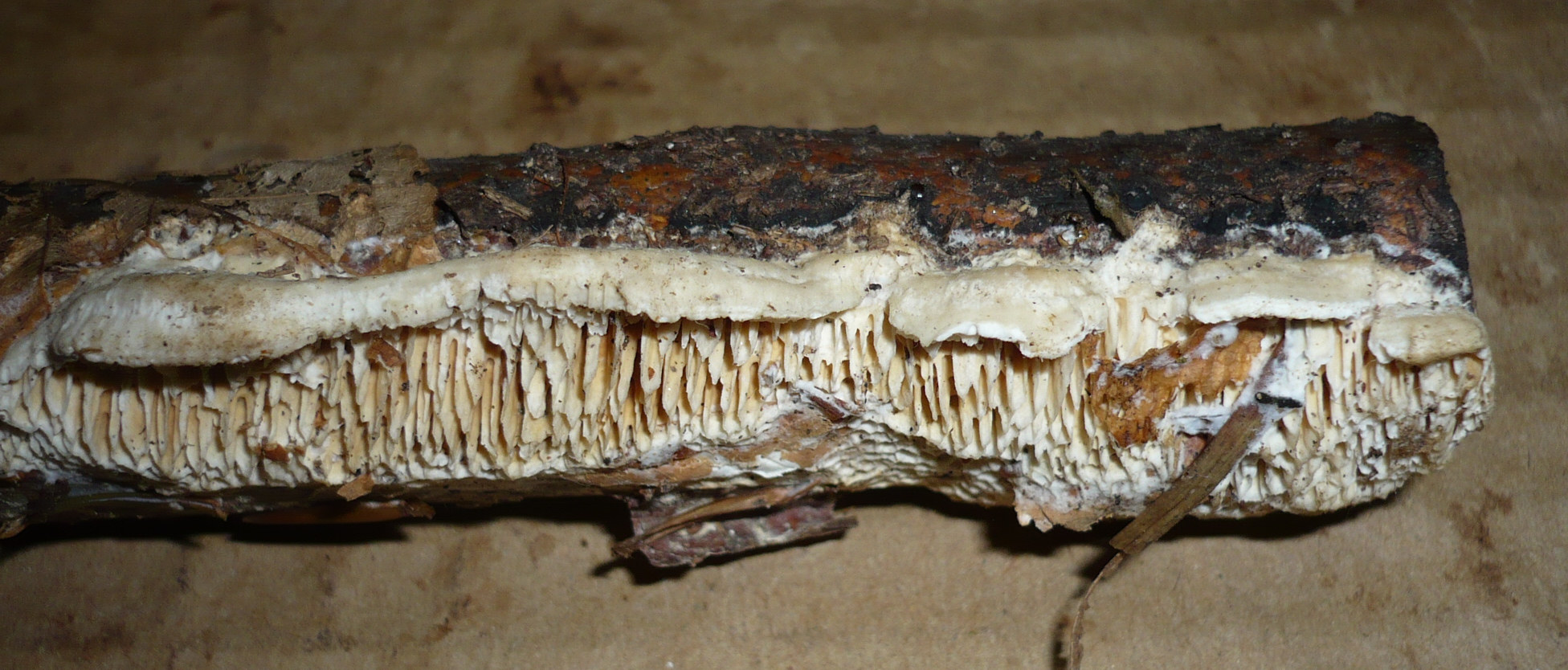

Jamkówka biaława (Antrodia albida (Fr.) Donk) – gatunek grzybów z rodziny pniarkowatych (Fomitopsidaceae).

## Systematyka i nazewnictwo
Pozycja w klasyfikacji: Antrodia, Fomitopsidaceae, Polyporales, Incertae sedis, Agaricomycetes, Agaricomycotina, Basidiomycota, Fungi.
Po raz pierwszy opisał go w 1815 r. Elias Fries, nadając mu nazwę Daedalea albida, do rodzaju Antrodia przeniósł go Marinus Anton Donk w 1966 r. Ma ponad 20 synonimów. Niektóre z nich:
- Polyporus sepium (Berk.) G. Cunn. 1948
- Trametes subcervina Bres. 1925
- Tyromyces sepium (Berk.) G. Cunn. 1965

W opracowanej przez Władysława Wojewodę „Krytycznej liście wielkoowocnikowych grzybów podstawkowych Polski” jest traktowany jako synonim jamkówki różnokształtnej (Antrodia heteromorpha), ale według Index Fungorum są to odrębne gatunki.
Komisja ds. Polskiego Nazewnictwa Grzybów Polskiego Towarzystwa Mykologicznego zarekomendowała używanie nazwy jamkówka biaława w 2025 r.

## Morfologia
Owocnik
Jednoroczny, rozpostarty, rozpostarto-odgięty lub siedzący, często w postaci licznych, wąskich kapeluszy. Pojedyncze kapelusze rzadko przekraczają szerokość 3 cm i często mają postać półek o szerokości do 8 cm. W stanie świeżym są dość twarde, w stanie suchym twarde. Górna powierzchnia biała do kremowej, początkowo matowa i aksamitna, z wiekiem staje się strefowo naga, początkowo bezstrefowa, później często wyraźnie strefowa. gładka lub lekko bruzdowana. Brzeg ostry. Powierzchnia porów biała do kremowej, pory często zmienne; w owocnikach rozpostartych, a często także na poziomych częściach kapelusza dość regularne, kanciaste, szerokości 1–3 mm, na pochyłych podłożach często kręte i wydłużone, ale czasami także półblaszkowate, często wszystkie rodzaje hymenoforów są obecne. Kontekst biały i twardy, o średnicy do 3 mm, rzadko powyżej 3 mm grubości u podstawy. Warstwa rurek jednobarwna, o grubości do 1,5 cm.
Cechy mikroskopowe
System strzępkowy dimityczny. Strzępki generatywne ze sprzążkami, w kontekście i częściowo w tramie cienkie do wyraźnie grubościennych, o średnicy 2–5 µm, w subhymenium cienkościenne, przeważnie o średnicy 2–4 µm. Strzępki szkieletowe grubościenne do prawie litych, szkliste, nierozgałęzione lub rzadko rozgałęzione dychotomicznie, o średnicy 3–6 µm. Cystyd brak, ale często występują wrzecionowate cystydiole o wymiarach 25–45 × 6–7 µm ze sprzążką bazalną. Podstawki 30–40 × 6–9 µm, maczugowate z dwoma lub czterema sterygmami i sprzążkami bazalnymi. Bazydiospory 10–14 × 3,5–5 µm, cylindryczne, szkliste, gładkie, w odczynniku Melzera nieamyloidalne, często dość zmienne w obrębie tej samej kolekcji, co prawdopodobnie jest spowodowane zmienną liczbą sterygm na podstawkach.

## Występowanie i siedlisko
Występuje na wszystkich kontynentach poza Antarktydą. W Polsce jego stanowiska podano w 2020 r. W internetowym atlasie grzybów znajduje się na liście gatunków zagrożonych i wartych objęcia ochroną. Z powodu niejasnej pozycji taksonomicznej oraz różnego podejścia przy identyfikacji gatunków, liczba stanowisk wymaga weryfikacji.
Nadrzewny grzyb saprotroficzny. Powoduje brunatną zgniliznę drewna.